# 南靈州
南靈州，是明代交阯承宣布政使司新平府下轄的一個州，領丹裔縣、左平縣、夜度縣三縣。治所約在今越南廣治省永靈縣和由靈縣。

## 沿革
- 漢日南郡之地，占城為麻令州。
- 明永樂五年六月癸未（1407年7月5日）置，屬新平府[3][4][5][6][7][8]。
- 永樂十三年八月二十三日丁亥（1415年9月25日），以南靈州之丹裔縣入本州，夜度縣入左平縣，領縣一：左平縣[9]。
- 永樂十五年六月丁酉，交阯南靈州判官阮擬等作亂，都督朱廣領軍剿平，交州左衛指揮同知段公丁、交州右衛指揮同知陳思齊死，二人時為順州守備土官指揮同知[10]。
- 宣德七年八月十三日己亥（1432年9月7日），陞交阯南靈州知州黎恬為右春坊右諭德[11][12][13]。